# Thiat
Thiat is een plaats en voormalige gemeente in het Franse departement Haute-Vienne (regio Nouvelle-Aquitaine) en telt 213 inwoners (1999). De plaats maakt deel uit van het arrondissement Bellac. Thiat is op 1 januari 2019 gefuseerd met de gemeenten Bussière-Poitevine, Darnac en Saint-Barbant tot de gemeente Val-d'Oire-et-Gartempe. 

## Geografie
De oppervlakte van Thiat bedraagt 11,3 km², de bevolkingsdichtheid is 18,8 inwoners per km².
De onderstaande kaart toont de ligging van Thiat met de belangrijkste infrastructuur en aangrenzende gemeenten.

## Demografie
Onderstaande figuur toont het verloop van het inwonertal (bron: INSEE-tellingen).